# 锯形蟹蛛
锯形蟹蛛（学名：Thomisus serri）为蟹蛛科蟹蛛属的动物。在中国大陆，分布于上海等地。该物种的模式产地在上海。